# Édit des processions
Le 10 mai 1786, un édit impérial de Joseph II d'Autriche réglementait l'ordonnance des processions religieuses : « On ne pourra plus porter de statues, ni d'images quelconques, non plus que les enseignes de métiers, de vêtements extraordinaires et autres bigarrures semblables dans les processions ni les faire accompagner d'aucune musique ».
En voulant rationaliser la célébration des ducasses (Édit des kermesses) et le culte, Joseph II a interdit des coutumes ancestrales auxquelles la population était attachée, notamment la présence dans les processions des figures gigantesques. 
Ces mesures seront abolies après Joseph II mais elles ont contribué à faire cesser certaines sorties.